# Артур (округ)
Округ Артур (англ. Arthur County) — округ, расположенный в штате Небраска (США) с населением в 460 человек по статистическим данным переписи 2010 года. Окружной центр находится в одноимённой деревне.

## История и общие сведения
Округ назван в честь двадцать первого президента США Честера Артура. В системе автомобильных номеров Небраски округ Артур имеет префикс 91.
В округе находится Церковь Святых Паломников, входящая в Национальный Регистр исторических мест, и самое маленькое в США здание суда, служащее также музеем.
Более 50 % населения округа составляют баптисты.

## География
По данным Бюро переписи населения США округ Артур имеет общую площадь в 1860 квадратных километров, из которых 1852 кв. километра занимает земля и 8 кв. километров — вода. Площадь водных ресурсов округа составляет 0,41 % от всей его площади.

### Соседние округа
- Грант (Небраска) — север
- Хукер (Небраска) — северо-восток
- Мак-Ферсон (Небраска) — восток
- Кит (Небраска) — юг
- Гарден (Небраска) — запад

## Демография
По данным переписи населения 2000 года в округе Артур проживало 444 человека, 138 семей, насчитывалось 185 домашних хозяйств и 273 жилых дома. Средняя плотность населения составляла 0,25 человек на один квадратный километр. Расовый состав округа по данным переписи распределился следующим образом: 96,40 % белых, 0,23 % коренных американцев, 0,68 % азиатов, 0,23 % выходцев с тихоокеанских островов, 1,58 % смешанных рас, 0,90 % — других народностей. Испано- и латиноамериканцы составили 1,35 % от всех жителей округа.
Из 185 домашних хозяйств в 27,60 % — воспитывали детей в возрасте до 18 лет, 63,20 % представляли собой совместно проживающие супружеские пары, в 7,60 % семей женщины проживали без мужей, 25,40 % не имели семей. 21,60 % от общего числа семей на момент переписи жили самостоятельно, при этом 10,80 % составили одинокие пожилые люди в возрасте 65 лет и старше. Средний размер домашнего хозяйства составил 2,40 человек, а средний размер семьи — 2,80 человек.
Население округа по возрастному диапазону по данным переписи 2000 года распределилось следующим образом: 23,90 % — жители младше 18 лет, 5,40 % — между 18 и 24 годами, 29,50 % — от 25 до 44 лет, 24,80 % — от 45 до 64 лет и 16,40 % — в возрасте 65 лет и старше. Средний возраст жителей округа составил 40 лет. На каждые 100 женщин в округе приходилось 101,80 мужчин, при этом на каждых сто женщин 18 лет и старше приходилось 107,40 мужчин также старше 18 лет.
Средний доход на одно домашнее хозяйство в округе составил 27 375 долларов США, а средний доход на одну семью в округе — 31 979 долларов. При этом мужчины имели средний доход в 21 544 доллара США в год против 13 125 долларов США среднегодового дохода у женщин. Доход на душу населения в округе составил 15 810 долларов США в год. 7,90 % от всего числа семей в округе и 13,80 % от всей численности населения находилось на момент переписи населения за чертой бедности, при этом 15,10 % из них были моложе 18 лет и 7,80 % — в возрасте 65 лет и старше.

## Основные автодороги
- Автомагистраль 61
- Автомагистраль 92

## Населённые пункты
В округе всего три населённых пункта: деревня с одноимённым названием, являющаяся административным центром, и две невключённые коммуны: Бактейл и Лина.